# جون ماكفيل
جون ماكفيل (بالإنجليزية: John McPhail)‏ (27 ديسمبر 1923 بغلاسكو في المملكة المتحدة - 6 نوفمبر 2000 بغلاسكو في المملكة المتحدة) هو لاعب كرة قدم بريطاني (وحمل سابقاً جنسية المملكة المتحدة لبريطانيا العظمى وأيرلندا) في مركز الهجوم. شارك مع منتخب اسكتلندا لكرة القدم. أما مع النوادي، فقد لعب مع نادي سلتيك ورابطة كرة القدم الاسكتلندية الحادية عشر ‏.

## مسيرته الكروية
لعب جون ماكفيل خلال مسيرته الاحترافية مع نادِ واحدٍ في اثنا عشر موسمًا وسجل خلالها 70 هدف ضمن 174 مباراة. حيث فاز في موسمين بالكأس وفي موسم واحد بالدوري.
خاض جون ماكفيل مسيرته مع نادي سلتيك في موسم 1946–47 ليلعب معه اثنا عشر موسمًا، مشاركًا في 174 مباراة سجل خلالها 70 هدف.

## وصلات خارجية
- جون ماكفيل على موقع قاعدة بيانات كرة القدم.إي يو (الإنجليزية)
- جون ماكفيل على موقع ناشيونال فوتبول تيمز (الإنجليزية)